# Club Atlético Boston River
Maillots
Actualités
Dernière mise à jour : 26 décembre 2023.
Le Club Atlético Boston River est un club uruguayen de football basé à Florida, Département de Floride.

## Histoire
Le club est fondé en 1939 et joue dans les divisions inférieures jusqu'en 1981, à la suite des difficultés financières le club arrête son activité pendant 18 années, il reviendra en 1999 et débute dans les ligues amateurs, en 2006 Boston River est promu en Segunda Liga. Après quelques années en fin de tableau, lors de la saison 2010-2011 le club termine à la quatrième place du classement cumulé, et se qualifie pour les barrages de montée. Le club est battu en finale par Cerro Largo aux tirs au but. Les saisons suivantes Boston River parvient chaque fois à se qualifier pour les barrages de montée, mais échoue chaque fois.
Il faudra finalement attendre 2016 pour que le club parvienne à obtenir sa place en première division. Boston River démarre sa première saison au plus haut niveau uruguayen avec un match nul, puis restera invaincu jusqu'à la 8e journée, en fin de saison le club termine à la sixième place et se qualifie pour la Copa Sudamericana.
En 2017, Boston River atteint le deuxième tour de la Copa Sudamericana 2017, en championnat le club termine de nouveau à la sixième place.
En 2018, pour sa deuxième participation à la coupe continentale, Boston River échoue de nouveau au deuxième tour de la Copa Sudamericana 2018.

## Palmarès
- Championnat d'Uruguay de deuxième division
  - Vice-champion : 2016